# 고스트버스터즈 (프랜차이즈)
고스트버스터즈(Ghostbusters) 프랜차이즈는 1984년 댄 애크로이드와 해럴드 레이미스가 만든 독창적인 개념을 기반으로 한 미국의 초자연적 코미디로 구성된다. 줄거리는 유령, 초자연적 현상, 반신 및 악마를 조사하고 제거하는 괴짜 뉴욕 시 초심리학자 그룹을 따른다. 프랜차이즈는 라이선스가 부여된 액션 피겨, 서적, 만화, 비디오 게임, TV 시리즈, 테마파크 명소 및 기타 브랜드 상품으로 확장되었다.

## 영화
- 고스트버스터즈
- 고스트버스터즈 2
- 고스트버스터즈 라이즈
- 고스트버스터즈: 오싹한 뉴욕
- 고스트버스터즈 (2016년 영화)

## 텔레비전
- 유령대소동
- 익스트림 고스트버스터즈

## 비디오 게임
- 고스트버스터즈 (1984년 비디오 게임)
- 고스트버스터즈 2 (비디오 게임)